# UC优视
优视科技（UC）是中国的一家移动互联网软件技术及应用服务提供商。优视科技的主要产品是UC浏览器，吉祥物是一只松鼠。

## 历史
2005年3月10日，优视动景公司成立。2008年10月16日，雷军出任优视动景的董事长。2009年9月，优视动景更名为优视科技（UC Mobile Ltd.）。2014年6月11日，阿里巴巴集团收購UC优视。